# Agardita
Agardita és la denominació general de diversos minerals de la classe dels minerals fosfats que l'Associació Mineralògica Internacional (IMA) accepta com a espècies diferents.
Les espècies agardita-(Ce), agardita-(La), agardita-(Nd) i agardita-(Y) formen un grup de minerals d'arsenats hidratats d'elements de terres rares (REE) i coure, amb la fórmula química general: Cu2+6A(TO4)₃(OH)6·3H₂O, on A es REE, Al, Ca, Pb o Bi, i T es P o As. Es coneixen també altres dues espècies, l'agardita-(Ca) i l'agardita-(Dy), que no són reconegudes per l'IMA. Tots aquests minerals de la sèrie formen part del grup de la mixita.
L'agardita-(Y) de la mina de Bou Skour a Djebel Sarhro, al Marroc, va ser el primer dels minerals d'aquest grup que va ser caracteritzar. Va ser descrita per Dietrich el 1969 i va rebre el nom de Jules Agard, un geòleg francès del Bureau de Recherches Géologique et Miniières, a Orleans, França.